# Металлотолерантные организмы
Металлотолерантные организмы — тип экстремофилов, организмы, способные обитать в окружающей среде с высокими концентрациями (> 1 мМ) тяжелых металлов и их солей в окружающей среде.
Использование металлотолерантных организмов является наиболее эффективным, экономичным и экологичным методом биологического извлечения тяжелых металлов из промышленных загрязненных почв. Было установлено, что металлотолерантные микроорганизмы обладают различными механизмами детоксикации загрязняющих вещества, в том числе биосорбция, биоаккумуляция, биотрансформация и биоминерализация. В клетках микроогранизмов имеется большое количество функциональных групп, включая карбоксильные, гидроксильные, фосфатные и аминогруппы, которые способны связываться с ионами тяжелых металлов.
Металлотолерантные организмы могут быть найдены в окружающей среде, содержащей мышьяк, кадмий, медь, и цинк. Известные представители таких организмов Ferroplasma sp. и Cupriavidus metallidurans.